# 夸尔图-圣埃莱娜
夸尔图-圣埃莱娜（義大利語：Quartu Sant'Elena，義大利語：[ˈkwartu sanˈtɛːlena]），是意大利撒丁大区卡利亞里廣域市的一个市镇，为撒丁岛第三大城市，人口71,216（據2015年統計）。